# Jake Schindler
Jacob Carl „Jake“ Schindler (* 26. September 1989 in Bryn Mawr, Pennsylvania) ist ein professioneller US-amerikanischer Pokerspieler.
Schindler hat sich mit Poker bei Live-Turnieren mehr als 36,5 Millionen US-Dollar erspielt. Davon gewann er knapp 16 Millionen US-Dollar im Aria Resort & Casino am Las Vegas Strip, was ihn zum erfolgreichsten Spieler in diesem Casino macht. Der Amerikaner gewann 2022 den Super High Roller Bowl Europe sowie ein Bracelet bei der World Series of Poker. Darüber hinaus siegte er in seiner Karriere bei zahlreichen weiteren hochdotierten Turnieren, darunter beim High Roller des PokerStars Caribbean Adventures, beim Super High Roller der partypoker Millions sowie beim Bellagio 100K des Five Diamond World Poker Classic. Im Jahr 2022 wurde Schindler nach Betrugsvorwürfen von zahlreichen Pokerveranstaltungen ausgeschlossen.

## Pokerkarriere

### Werdegang
Schindler lebt in Hollywood im US-Bundesstaat Florida. Auf der Onlinepoker-Plattform PokerStars gewann er im September 2013 unter dem Nickname CaLLitARUSH ein Event der World Championship of Online Poker und damit eine Siegprämie von knapp 150.000 US-Dollar. Mittlerweile spielt der Amerikaner auf dem Onlinepokerraum als Jacob Schindler.
Seine erste Geldplatzierung bei einem Live-Turnier erzielte Schindler Anfang Dezember 2009 in Verona, New York. Im Juni 2011 war er erstmals bei der World Series of Poker (WSOP) im Rio All-Suite Hotel and Casino am Las Vegas Strip erfolgreich und kam bei zwei Turnieren der Variante No Limit Hold’em ins Geld. Ende Februar 2012 gewann Schindler ein WSOP-Circuitturnier in West Palm Beach und damit einen Ring sowie knapp 25.000 US-Dollar Siegprämie. Mitte August 2013 sicherte er sich den Sieg bei einem Side-Event der Seminole Hard Rock Poker Open in Hollywood, Florida, für knapp 60.000 US-Dollar. Beim PokerStars Caribbean Adventure Anfang 2014 auf den Bahamas gewann der Amerikaner das High-Roller-Event und damit ein Preisgeld von knapp 1,2 Millionen US-Dollar. Bei der WSOP 2014 kam er insgesamt viermal in die Geldränge, darunter an einen Finaltisch, der ihm allein über 200.000 US-Dollar einbrachte. Anfang Juli 2014 erreichte Schindler bei einem Super-High-Roller-Event im Hotel Bellagio am Las Vegas Strip den Finaltisch und beendete das Turnier auf dem dritten Platz für rund 550.000 US-Dollar. Anfang September 2014 gewann der Amerikaner das Super-High-Roller-Event der Seminole Hard Rock Poker Open für weitere 570.000 US-Dollar. Ende April 2016 siegte er erstmals beim Aria High Roller im Aria Resort & Casino am Las Vegas Strip, in dem er inzwischen 17 Turniere gewonnen hat. Anfang Dezember 2016 wurde Schindler beim Main Event der World Poker Tour (WPT) im Bellagio Dritter für knapp 750.000 US-Dollar Preisgeld. Beim Super High Roller Bowl 2017 erreichte er Anfang Juni 2017 als Chipleader den Finaltisch und beendete das Turnier hinter Christoph Vogelsang auf dem zweiten Platz für 3,6 Millionen US-Dollar Preisgeld. Im September 2017 cashte der Amerikaner zweimal bei Turnieren der Poker Masters im Aria Resort & Casino für Preisgelder von mehr als 400.000 US-Dollar. An gleicher Stelle erreichte er im Februar 2018 bei den US Poker Open viermal die Geldränge und platzierte sich mit Einnahmen von knapp 700.000 US-Dollar hinter Stephen Chidwick und Keith Tilston auf dem dritten Platz beim Rennen um die „US Poker Open Championship trophy“. Mitte April 2018 gewann Schindler das €100k Super High Roller der partypoker Millions in Barcelona und erhielt einen Hauptpreis von 1,75 Millionen Euro. Ende Juli 2018 belegte er beim WPT-Main-Event in Los Angeles den zweiten Platz für mehr als 360.000 US-Dollar Preisgeld. Mitte August 2018 gewann er das Super High Roller der Seminole Hard Rock Poker Open mit einer Siegprämie von rund 800.000 US-Dollar. Bei den Poker Masters 2018 im Aria Resort & Casino erreichte der Amerikaner im September 2018 dreimal die Geldränge und gewann Preisgelder in Höhe von 575.000 US-Dollar. Mitte Dezember 2018 setzte er sich beim Bellagio 100K gegen 36 andere Spieler durch und sicherte sich einen Hauptpreis von mehr als 1,3 Millionen US-Dollar. Am Jahresende 2018 wurde Schindler vom Card Player Magazine als Player of the Year ausgezeichnet. Im Mai, Juli und Oktober 2021 gewann er jeweils ein Event der PokerGO Tour im Aria mit Preisgeldern von insgesamt knapp 1,3 Millionen US-Dollar. Bei der Triton Poker Series im nordzyprischen Kyrenia belegte der Amerikaner Anfang April 2022 einen mit rund 900.000 US-Dollar dotierten dritten Platz. Einige Tage später entschied er an gleicher Stelle den Super High Roller Bowl Europe mit einer Siegprämie von 3,2 Millionen US-Dollar für sich. Bei der WSOP 2022, die erstmals im Bally’s Las Vegas und Paris Las Vegas ausgespielt wurde, belegte Schindler beim 25.000 US-Dollar teuren High Roller den zweiten Rang und erhielt rund 875.000 US-Dollar. Wenige Tage später setzte er sich beim ersten High Roller mit 50.000 US-Dollar Buy-in durch und sicherte sich ein Bracelet sowie mehr als 1,3 Millionen US-Dollar. Im Monat darauf erzielte der Amerikaner beim WSOP-Main-Event seine für längere Zeit letzte Geldplatzierung, ehe er zur WSOP 2023 zurückkehrte und u. a. den mit knapp einer Million US-Dollar dotierten dritten Platz beim finalen 50.000 US-Dollar teuren High Roller belegte.

### Kontroversen
Nachdem er verbotenerweise über VPN aus den Vereinigten Staaten auf PokerStars gespielt haben soll, wurde sein Account 2014 nach der World Championship of Online Poker gesperrt und mehr als 250.000 US-Dollar seiner Bankroll einbezogen. Auch sein Konto bei der Plattform GGPoker wurde im Jahr 2022 nach Anschuldigungen, beim Spielen unerlaubt auf spieltheoretisch optimale Löser zugegriffen zu haben, gesperrt. Daraufhin wurde Schindler im Mai 2022 bei Turnieren der European Poker Tour in Monte-Carlo ausgeschlossen sowie im September 2022 ebenfalls von Events der PokerGO Tour. Darüber hinaus wurde er, ebenso wie Almedin Imširović, aus der Rangliste  der Tour entfernt, bei der er sich zu diesem Zeitpunkt auf dem dritten Platz befand.

### Preisgeldübersicht
Mit seinen über 36,5 Millionen US-Dollar an Turnierpreisgeldern stand Schindler zeitweise unter den Top 10 der All Time Money List. Davon erspielte er sich knapp 16 Millionen US-Dollar im Aria Resort & Casino am Las Vegas Strip, was ihn zum erfolgreichsten Spieler in diesem Casino macht.
| Jahr   | Preisgeld (in $) | Turniersiege |
| ------ | ---------------- | ------------ |
| 2009   | 672              | 0            |
| 2010   | 640              | 0            |
| 2011   | 34.490           | 0            |
| 2012   | 101.700          | 2            |
| 2013   | 323.049          | 1            |
| 2014   | 3.047.922        | 3            |
| 2015   | 1.076.101        | 0            |
| 2016   | 3.702.878        | 3            |
| 2017   | 6.116.360        | 3            |
| 2018   | 9.118.893        | 8            |
| 2019   | 1.547.309        | 1            |
| 2020   | 199.968          | 0            |
| 2021   | 3.028.108        | 4            |
| 2022   | 7.151.433        | 4            |
| 2023   | 1.368.058        | 0            |
| gesamt | 36.817.581       | 29           |